# David Fleay

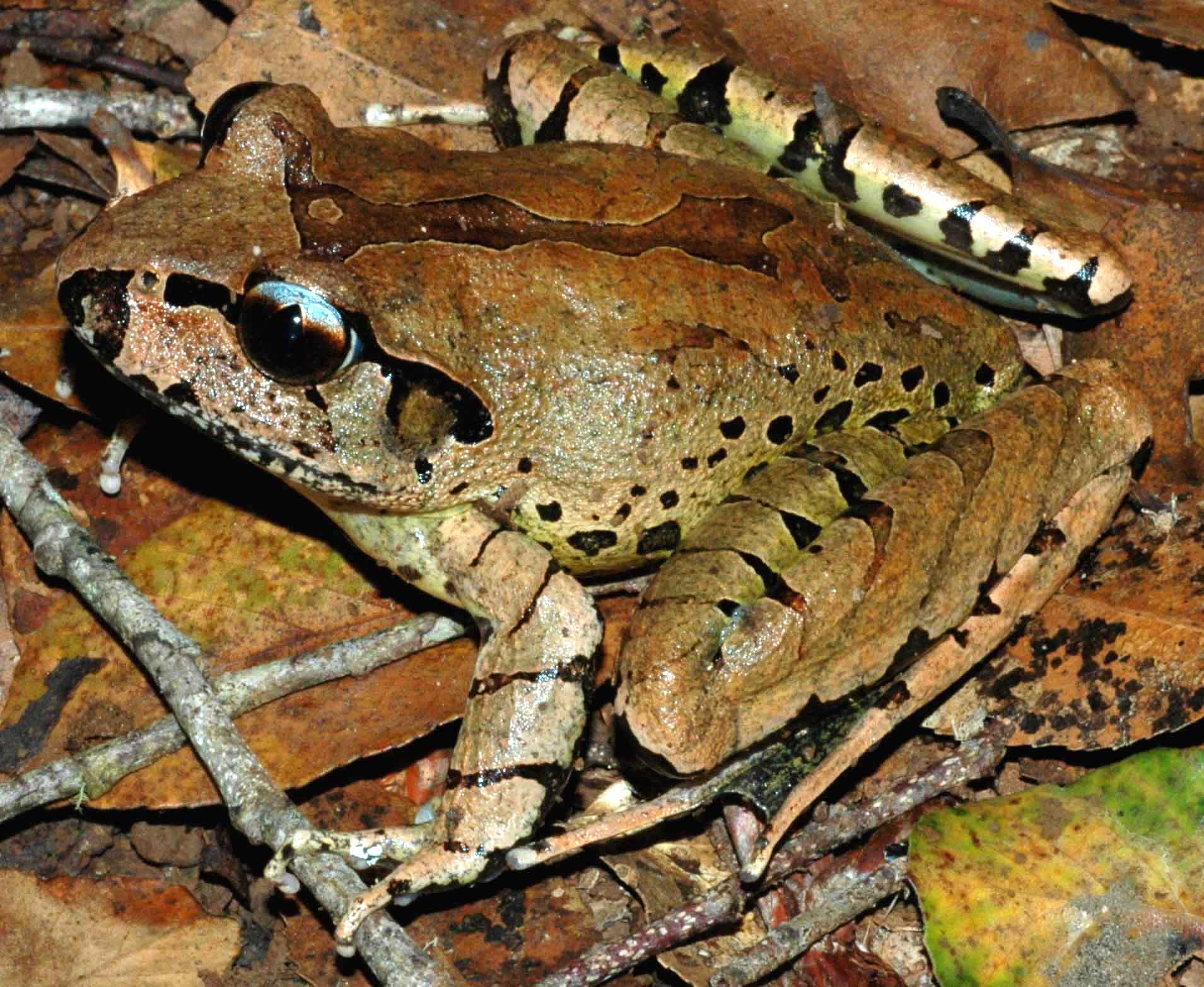
Mixophyes fleayi nomeado em homenagem a Fleay

David Howells Fleay (6 de janeiro de 1907 Ballarat, Victoria – 7 de agosto de 1993) foi um naturalista australiano pioneiro na reprodução em cativeiro de espécies ameaçadas, e foi o primeiro a conseguir a reprodução em cativeiro do ornitorrinco.